# Ippei Watanabe (zwemmer)
Ippei Watanabe (Japans: 渡辺 一平, Watanabe Ippei) (Tsukumi, 18 maart 1997) is een Japanse zwemmer. Hij vertegenwoordigde zijn vaderland op de Olympische Zomerspelen 2016 in Rio de Janeiro.

## Carrière
Bij zijn internationale debuut, tijdens de Olympische Zomerspelen van 2016 in Rio de Janeiro, eindigde Watanabe als zesde op de 200 meter schoolslag, op de 100 meter schoolslag werd hij uitgeschakeld in de series.
In januari 2017 verbeterde de Japanner het wereldrecord op de 200 meter schoolslag. Op de wereldkampioenschappen zwemmen 2017 in Boedapest veroverde hij de bronzen medaille op de 200 meter schoolslag, daarnaast strandde hij in de series van de 100 meter schoolslag.
Tijdens de Pan-Pacifische kampioenschappen zwemmen 2018 in Tokio behaalde Watanabe de gouden medaille op de 200 meter schoolslag, daarnaast eindigde hij als tiende op de 100 meter schoolslag en werd hij uitgeschakeld in de series van de 100 meter schoolslag. In Jakarta nam de Japanner deel aan de Aziatische Spelen 2018. Op dit toernooi sleepte hij de zilveren medaille in de wacht op de 200 meter schoolslag, op de 100 meter schoolslag eindigde hij op de vierde plaats. Samen met Masaki Kaneko, Nao Horomura en Katsumi Nakamura zwom hij in de series van de 4×100 meter wisselslag, in de finale legden Ryosuke Irie, Yasuhiro Koseki, Yuki Kobori en Shinri Shioura beslag op de zilveren medaille. Voor zijn aandeel in de series ontving Watanabe eveneens de zilveren medaille.
Op de wereldkampioenschappen zwemmen 2019 in Gwangju veroverde hij de bronzen medaille op de 200 meter schoolslag.

## Internationale toernooien
| Jaar | Olympische Spelen                      | WK langebaan                          | WK kortebaan  | PanPacs                                                     | Aziatische Spelen                                                                        |
| ---- | -------------------------------------- | ------------------------------------- | ------------- | ----------------------------------------------------------- | ---------------------------------------------------------------------------------------- |
| 2016 | 18e 100m schoolslag 6e 200m schoolslag |                                       | geen deelname |                                                             |                                                                                          |
| 2017 |                                        | 22e 100m schoolslag · 200m schoolslag |               |                                                             |                                                                                          |
| 2018 |                                        |                                       | geen deelname | 28e 100m vrije slag · 10e 100m schoolslag · 200m schoolslag | 4e 100m schoolslag · 200m schoolslag · 4×100m wisselslag · Watanabe zwom enkel de series |
| 2019 |                                        | 200m schoolslag                       |               |                                                             |                                                                                          |

## Persoonlijke records
Bijgewerkt tot en met 18 augustus 2019
Kortebaan
| Afstand         | Tijd    | Datum           | Plaats    |
| --------------- | ------- | --------------- | --------- |
| 100m schoolslag | 57,73   | 9 november 2018 | Tokio     |
| 200m schoolslag | 2.03,23 | 21 oktober 2016 | Singapore |

Langebaan
| Afstand         | Tijd    | Datum           | Plaats    |
| --------------- | ------- | --------------- | --------- |
| 100m schoolslag | 1.00,13 | 13 juni 2018    | Barcelona |
| 200m schoolslag | 2.06,67 | 29 januari 2017 | Tokio     |